# 2019-es WEC sanghaji 4 órás verseny
| Pályarajz | Pályarajz           | Pályarajz                                                |
| --------- | ------------------- | -------------------------------------------------------- |
|           |                     |                                                          |
| Győztesek |                     |                                                          |
| Kategória | Csapat              | Versenyzők                                               |
| LMP1      | #1 Rebellion Racing | Bruno Senna Gustavo Menezes Norman Nato                  |
| LMP2      | #38 Jota Sport      | António Félix da Costa Roberto González Anthony Davidson |
| LMGTE Pro | #51 AF Corse        | James Calado Alessandro Pier Guidi                       |
| LMGTE Am  | #90 TF Sport        | Jonathan Adam Charlie Eastwood Salih Yoluç               |

A 2019-es WEC Sanghaji 4 órás verseny a Hosszútávú-világbajnokság 2019–20-as szezonjának harmadik futama volt, amelyet  2019. november 10-én tartottak meg. A fordulót Bruno Senna, Gustavo Menezes és Norman Nato triója nyerte meg, akik a hibridhajtás nélküli Rebellion Racing csapatának versenyautóját vezették.

## Időmérő
A kategóriák leggyorsabb versenyzői vastaggal vannak kiemelve.
| Poz.   | Kategória | Csapat                    | Átlagidő | Különbség | Rajthely |
| ------ | --------- | ------------------------- | -------- | --------- | -------- |
| 1.     | LMP1      | #1 Rebellion Racing       | 1:45.892 | -         | 1        |
| 2.     | LMP1      | #6 Team LNT               | 1:47.092 | +1.200    | 2        |
| 3.     | LMP1      | #5 Team LNT               | 1:47.109 | +1.217    | 3        |
| 4.     | LMP1      | #7 Toyota Gazoo Racing    | 1:47.235 | +1.343    | 4        |
| 5.     | LMP1      | #8 Toyota Gazoo Racing    | 1:48.180 | +2.288    | 5        |
| 6.     | LMP2      | #42 Cool Racing           | 1:48.649 | +2.757    | 6        |
| 7.     | LMP2      | #37 Jackie Chan DC Racing | 1:48.775 | +2.883    | 7        |
| 8.     | LMP2      | #22 United Autosports     | 1:48.972 | +3.080    | 8        |
| 9.     | LMP2      | #33 High Class Racing     | 1:49.245 | +3.353    | 9        |
| 10.    | LMP2      | #38 Jota Sport            | 1:49.739 | +3.847    | 10       |
| 11.    | LMP2      | #47 Cetilar Racing        | 1:50.496 | +4.604    | 11       |
| 12.    | LMP2      | #36 Signatech Alpine Elf  | 1:50.941 | +5.049    | 12       |
| 13     | LMGTE-Pro | #92 Porsche GT Team       | 1:59.579 | +13.687   | 13       |
| 14.    | LMGTE-Pro | #95 Aston Martin Racing   | 1:59.597 | +13.705   | 14       |
| 15.    | LMGTE-Pro | #97 Aston Martin Racing   | 1:59.607 | +13.715   | 15       |
| 16.    | LMGTE-Pro | #51 AF Corse              | 1:59.687 | +13.795   | 16       |
| 17.    | LMGTE-Pro | #71 AF Corse              | 2:00.067 | +14.175   | 17       |
| 18.    | LMGTE-Pro | #91 Porsche GT Team       | 2:00.224 | +14.332   | 18       |
| 19.    | LMGTE-Am  | #56 Team Project 1        | 2:00.824 | +14.932   | 19       |
| 20.    | LMGTE-Am  | #98 Aston Martin Racing   | 2:01.528 | +15.636   | 20       |
| 21.    | LMGTE-Am  | #77 Dempsey-Proton Racing | 2:01.655 | +15.763   | 21       |
| 22.    | LMGTE-Am  | #90 TF Sport              | 2:02.192 | +16.300   | 22       |
| 23.    | LMGTE-Am  | #57 Team Project 1        | 2:02.228 | +16.336   | 23       |
| 24.    | LMGTE-Am  | #54 AF Corse              | 2:02.404 | +16.512   | 24       |
| 25.    | LMGTE-Am  | #70 MR Racing             | 2:02.602 | +16.710   | 25       |
| 26.    | LMGTE-Am  | #88 Dempsey-Proton Racing | 2:02.714 | +16.822   | 26       |
| 27.    | LMGTE-Am  | #86 Gulf Racing           | 2:02.978 | +17.086   | 27       |
| 28.    | LMGTE-Am  | #83 AF Corse              | 2:03.001 | +17.109   | 28       |
| 29.    | LMGTE-Am  | #78 Proton Competition    | 2:03.086 | +17.194   | 29       |
| 30.    | LMGTE-Am  | #62 Red River Sport       | 2:03.239 | +17.347   | 30       |
| 31.[A] | LMP2      | #29 Racing Team Nederland |          |           | 31       |

Megjegyzés:
- ↑ A:  - A 29-es rajtszámú Racing Team Nederland egység egy defekt miatt nem teljesített mért kört a kvalifikáció során, azonban megkapták az engedélyt a versenyen való részvételre.[4]

## Verseny
A résztvevőknek legalább a versenytáv 70%-át (88 kört) teljesíteniük kellett ahhoz, hogy az elért eredményüket értékeljék. A kategóriák leggyorsabb versenyzői vastaggal vannak kiemelve.
| Poz.   | Kategória | #  | Csapat                | Versenyzők                                               | Kasztni                      | Abroncs | Körök | Idő/Kiesés oka  |
| Poz.   | Kategória | #  | Csapat                | Versenyzők                                               | Motor                        | Abroncs | Körök | Idő/Kiesés oka  |
| ------ | --------- | -- | --------------------- | -------------------------------------------------------- | ---------------------------- | ------- | ----- | --------------- |
| 1.     | LMP1      | 1  | Rebellion Racing      | Bruno Senna Gustavo Menezes Norman Nato                  | Rebellion R13                | M       | 125   | 4:00:59.195     |
| 1.     | LMP1      | 1  | Rebellion Racing      | Bruno Senna Gustavo Menezes Norman Nato                  | Gibson GL458 4.5 L V8        | M       | 125   | 4:00:59.195     |
| 2.     | LMP1      | 8  | Toyota Gazoo Racing   | Sébastien Buemi Nakadzsima Kazuki Brendon Hartley        | Toyota TS050 Hybrid          | M       | 125   | +1:06.984       |
| 2.     | LMP1      | 8  | Toyota Gazoo Racing   | Sébastien Buemi Nakadzsima Kazuki Brendon Hartley        | Toyota 2.4L Turbo V6         | M       | 125   | +1:06.984       |
| 3.     | LMP1      | 7  | Toyota Gazoo Racing   | Mike Conway Kobajasi Kamui José María López              | Toyota TS050 Hybrid          | M       | 124   | +1 kör          |
| 3.     | LMP1      | 7  | Toyota Gazoo Racing   | Mike Conway Kobajasi Kamui José María López              | Toyota 2.4L Turbo V6         | M       | 124   | +1 kör          |
| 4.     | LMP1      | 5  | Team LNT              | Jordan King Ben Hanley Jegor Orudzsev                    | Ginetta G60-LT-P1            | M       | 124   | +1 kör          |
| 4.     | LMP1      | 5  | Team LNT              | Jordan King Ben Hanley Jegor Orudzsev                    | AER P60C 2.4 L Turbo V6      | M       | 124   | +1 kör          |
| 5.     | LMP1      | 6  | Team LNT              | Charlie Robertson Michael Simpson Guy Smith              | Ginetta G60-LT-P1            | M       | 123   | +2 kör          |
| 5.     | LMP1      | 6  | Team LNT              | Charlie Robertson Michael Simpson Guy Smith              | AER P60C 2.4 L Turbo V6      | M       | 123   | +2 kör          |
| 6.     | LMP2      | 38 | Jota Sport            | António Félix da Costa Roberto González Anthony Davidson | Oreca 07                     | G       | 121   | +4 kör          |
| 6.     | LMP2      | 38 | Jota Sport            | António Félix da Costa Roberto González Anthony Davidson | Gibson GK428 4.2 L V8        | G       | 121   | +4 kör          |
| 7.     | LMP2      | 37 | Jackie Chan DC Racing | Ho-Pin Tung Gabriel Aubry Will Stevens                   | Oreca 07                     | G       | 121   | +4 kör          |
| 7.     | LMP2      | 37 | Jackie Chan DC Racing | Ho-Pin Tung Gabriel Aubry Will Stevens                   | Gibson GK428 4.2 L V8        | G       | 121   | +4 kör          |
| 8.     | LMP2      | 22 | United Autosports     | Filipe Albuquerque Philip Hanson Paul di Resta           | Oreca 07                     | M       | 121   | +4 kör          |
| 8.     | LMP2      | 22 | United Autosports     | Filipe Albuquerque Philip Hanson Paul di Resta           | Gibson GK428 4.2 L V8        | M       | 121   | +4 kör          |
| 9      | LMP2      | 36 | Signatech Alpine Elf  | Thomas Laurent André Negrão Pierre Ragues                | Oreca 07                     | M       | 120   | +5 kör          |
| 9      | LMP2      | 36 | Signatech Alpine Elf  | Thomas Laurent André Negrão Pierre Ragues                | Gibson GK428 4.2 L V8        | M       | 120   | +5 kör          |
| 10.    | LMP2      | 29 | Racing Team Nederland | Giedo van der Garde Frits van Eerd Nyck de Vries         | Oreca 07                     | M       | 120   | +5 kör          |
| 10.    | LMP2      | 29 | Racing Team Nederland | Giedo van der Garde Frits van Eerd Nyck de Vries         | Gibson GK428 4.2 L V8        | M       | 120   | +5 kör          |
| 11.    | LMP2      | 33 | High Class Racing     | Anders Fjordbach Mark Patterson Jamasita Kenta           | Oreca 07                     | G       | 120   | +5 kör          |
| 11.    | LMP2      | 33 | High Class Racing     | Anders Fjordbach Mark Patterson Jamasita Kenta           | Gibson GK428 4.2 L V8        | G       | 120   | +5 kör          |
| 12.    | LMP2      | 47 | Cetilar Racing        | Andrea Belicchi Roberto Lacorte Giorgio Sernagiotto      | Dallara P217                 | M       | 119   | +6 kör          |
| 12.    | LMP2      | 47 | Cetilar Racing        | Andrea Belicchi Roberto Lacorte Giorgio Sernagiotto      | Gibson GK428 4.2 L V8        | M       | 119   | +6 kör          |
| 13.    | LMGTE Pro | 51 | AF Corse              | James Calado Alessandro Pier Guidi                       | Ferrari 488 GTE EVO          | M       | 115   | +10 kör         |
| 13.    | LMGTE Pro | 51 | AF Corse              | James Calado Alessandro Pier Guidi                       | Ferrari F154CB 4.0L Turbo V8 | M       | 115   | +10 kör         |
| 14.    | LMGTE Pro | 92 | Porsche GT Team       | Michael Christensen Kévin Estre                          | Porsche 911 RSR-19           | M       | 115   | +10 kör         |
| 14.    | LMGTE Pro | 92 | Porsche GT Team       | Michael Christensen Kévin Estre                          | Porsche 4.2L Flat-Six        | M       | 115   | +10 kör         |
| 15.    | LMGTE Pro | 91 | Porsche GT Team       | Gianmaria Bruni Richard Lietz                            | Porsche 911 RSR-19           | M       | 115   | +10 kör         |
| 15.    | LMGTE Pro | 91 | Porsche GT Team       | Gianmaria Bruni Richard Lietz                            | Porsche 4.2L Flat-Six        | M       | 115   | +10 kör         |
| 16.    | LMGTE Pro | 97 | Aston Martin Racing   | Alex Lynn Maxime Martin                                  | Aston Martin Vantage AMR GTE | M       | 115   | +10 kör         |
| 16.    | LMGTE Pro | 97 | Aston Martin Racing   | Alex Lynn Maxime Martin                                  | Aston Martin 4.0L Turbo V8   | M       | 115   | +10 kör         |
| 17.    | LMGTE Pro | 95 | Aston Martin Racing   | Marco Sørensen Nicki Thiim                               | Aston Martin Vantage AMR GTE | M       | 115   | +10 kör         |
| 17.    | LMGTE Pro | 95 | Aston Martin Racing   | Marco Sørensen Nicki Thiim                               | Aston Martin 4.0L Turbo V8   | M       | 115   | +10 kör         |
| 18.    | LMGTE Pro | 71 | AF Corse              | Davide Rigon Miguel Molina                               | Ferrari 488 GTE EVO          | M       | 115   | +10 kör         |
| 18.    | LMGTE Pro | 71 | AF Corse              | Davide Rigon Miguel Molina                               | Ferrari F154CB 4.0L Turbo V8 | M       | 115   | +10 kör         |
| 19.    | LMGTE Am  | 90 | TF Sport              | Jonathan Adam Charlie Eastwood Salih Yoluç               | Aston Martin Vantage AMR GTE | M       | 113   | +12 kör         |
| 19.    | LMGTE Am  | 90 | TF Sport              | Jonathan Adam Charlie Eastwood Salih Yoluç               | Aston Martin 4.0L Turbo V8   | M       | 113   | +12 kör         |
| 20.    | LMGTE Am  | 57 | Team Project 1        | Jeroen Bleekemolen Larry ten Voorde Ben Keating          | Porsche 911 RSR              | M       | 113   | +12 kör         |
| 20.    | LMGTE Am  | 57 | Team Project 1        | Jeroen Bleekemolen Larry ten Voorde Ben Keating          | Porsche 4.0L Flat 6          | M       | 113   | +12 kör         |
| 21.    | LMGTE Am  | 98 | Aston Martin Racing   | Paul Dalla Lana Darren Turner Ross Gunn                  | Aston Martin Vantage AMR GTE | M       | 113   | +12 kör         |
| 21.    | LMGTE Am  | 98 | Aston Martin Racing   | Paul Dalla Lana Darren Turner Ross Gunn                  | Aston Martin 4.0L Turbo V8   | M       | 113   | +12 kör         |
| 22.    | LMGTE Am  | 83 | AF Corse              | Emmanuel Collard Nicklas Nielsen François Perrodo        | Ferrari 488 GTE EVO          | M       | 113   | +12 kör         |
| 22.    | LMGTE Am  | 83 | AF Corse              | Emmanuel Collard Nicklas Nielsen François Perrodo        | Ferrari F154CB 4.0L Turbo V8 | M       | 113   | +12 kör         |
| 23.    | LMGTE Am  | 56 | Team Project 1        | Matteo Cairoli David Heinemeier Hansson Egidio Perfetti  | Porsche 911 RSR              | M       | 112   | +13 kör         |
| 23.    | LMGTE Am  | 56 | Team Project 1        | Matteo Cairoli David Heinemeier Hansson Egidio Perfetti  | Porsche 4.0L Flat 6          | M       | 112   | +13 kör         |
| 24.    | LMGTE Am  | 88 | Dempsey-Proton Racing | Thomas Preining Will Bamber Angelo Negro                 | Porsche 911 RSR              | M       | 112   | +13 kör         |
| 24.    | LMGTE Am  | 88 | Dempsey-Proton Racing | Thomas Preining Will Bamber Angelo Negro                 | Porsche 4.0L Flat 6          | M       | 112   | +13 kör         |
| 25.    | LMGTE Am  | 70 | MR Racing             | Olivier Beretta Kei Cozzolino Isikava Motoaki            | Ferrari 488 GTE EVO          | M       | 112   | +13 kör         |
| 25.    | LMGTE Am  | 70 | MR Racing             | Olivier Beretta Kei Cozzolino Isikava Motoaki            | Ferrari F154CB 4.0L Turbo V8 | M       | 112   | +13 kör         |
| 26.    | LMGTE Am  | 54 | AF Corse              | Francesco Castellacci Giancarlo Fisichella Thomas Flohr  | Ferrari 488 GTE EVO          | M       | 112   | +13 kör         |
| 26.    | LMGTE Am  | 54 | AF Corse              | Francesco Castellacci Giancarlo Fisichella Thomas Flohr  | Ferrari F154CB 4.0L Turbo V8 | M       | 112   | +13 kör         |
| 27.    | LMGTE Am  | 86 | Gulf Racing           | Ben Barker Michael Wainwright Andrew Watson              | Porsche 911 RSR              | M       | 112   | +13 kör         |
| 27.    | LMGTE Am  | 86 | Gulf Racing           | Ben Barker Michael Wainwright Andrew Watson              | Porsche 4.0L Flat 6          | M       | 112   | +13 kör         |
| 28.    | LMGTE Am  | 62 | Red River Sport       | Bonamy Grimes Charles Hollings Johnny Mowlem             | Ferrari 488 GTE EVO          | M       | 112   | +13 kör         |
| 28.    | LMGTE Am  | 62 | Red River Sport       | Bonamy Grimes Charles Hollings Johnny Mowlem             | Ferrari F154CB 4.0L Turbo V8 | M       | 112   | +13 kör         |
| 29.[B] | LMGTE Am  | 77 | Dempsey-Proton Racing | Matt Campbell Riccardo Pera Christian Ried               | Porsche 911 RSR              | M       | 111   | +14 kör         |
| 29.[B] | LMGTE Am  | 77 | Dempsey-Proton Racing | Matt Campbell Riccardo Pera Christian Ried               | Porsche 4.0L Flat 6          | M       | 111   | +14 kör         |
| 30.    | LMGTE Am  | 78 | Proton Competition    | Philippe Prette Louis Prette Vicent Abril                | Porsche 911 RSR              | M       | 107   | +18 kör         |
| 30.    | LMGTE Am  | 78 | Proton Competition    | Philippe Prette Louis Prette Vicent Abril                | Porsche 4.0L Flat 6          | M       | 107   | +18 kör         |
| Ki     | LMP2      | 42 | Cool Racing           | Antonin Borga Alexander Coigny Nicolas Lapierre          | Oreca 07                     | M       | 30    | Nincs értékleve |
| Ki     | LMP2      | 42 | Cool Racing           | Antonin Borga Alexander Coigny Nicolas Lapierre          | Gibson GK428 4.2 L V8        | M       | 30    | Nincs értékleve |

Megjegyzés:
- ↑ B:  - A 77-es rajtszámú Dempsey-Proton Competition triója 1 kör és 53,707 másodperc időbüntetést kaptak, amiért több szett száraz időjárásra használatos abroncsot használtak fel a versenyhétvége során.[6]

## A világbajnokság állása a verseny után
LMP (Teljes táblázat)
| H  | Versenyzők                                        | Pont | H  | Konstruktőrök       | Pont |
| -- | ------------------------------------------------- | ---- | -- | ------------------- | ---- |
| 1. | Sébastien Buemi Nakadzsima Kazuki Brendon Hartley | 62   | 1. | Toyota Gazoo Racing | 70   |
| 2. | Mike Conway Kobajasi Kamui José María López       | 59   | 2. | Rebellion Racing    | 43   |
| 3. | Bruno Senna Gustavo Menezes Norman Nato           | 43   | 3. | Team LNT            | 29   |
| 4. | Ben Hanley Jegor Orudzsev                         | 27,5 |    |                     |      |
| 5. | Charlie Robertson                                 | 27   |    |                     |      |

LMP2 (Teljes táblázat)
| H  | Versenyzők                                | Pont | H  | Konstruktőrök         | Pont |
| -- | ----------------------------------------- | ---- | -- | --------------------- | ---- |
| 1. | Giedo van der Garde Frits van Eerd        | 51   | 1. | Racing Team Nederland | 51   |
| 2. | Ho-Pin Tung Gabriel Aubry Will Stevens    | 49   | 2. | Jackie Chan DC Racing | 49   |
| 3. | Thomas Laurent André Negrão Pierre Ragues | 38   | 3. | Signatech Alpine Elf  | 38   |
| 4. | Nicolas Lapierre Antonin Borga            | 36   | 4. | Cool Racing           | 36   |
| 5. | António Félix da Costa Roberto González   | 35   | 5. | Jota Sport            | 35   |

LMGTE Pro (Teljes táblázat)
| H  | Versenyzők                         | Pont | H  | Konstruktőrök | Pont |
| -- | ---------------------------------- | ---- | -- | ------------- | ---- |
| 1. | Michael Christensen Kévin Estre    | 62   | 1. | Porsche       | 114  |
| 2. | Gianmaria Bruni Richard Lietz      | 52   | 2. | Aston Martin  | 92   |
| 3. | Marco Sørensen Nicki Thiim         | 47   | 3. | Ferrari       | 55   |
| 4. | Alex Lynn Maxime Martin            | 45   |    |               |      |
| 5. | James Calado Alessandro Pier Guidi | 25   |    |               |      |

LMGTE Am (Teljes táblázat)
| H  | Versenyzők                                        | Pont | H  | Konstruktőrök       | Pont |
| -- | ------------------------------------------------- | ---- | -- | ------------------- | ---- |
| 1. | Jonathan Adam Charlie Eastwood Salih Yoluç        | 58   | 1. | TF Sport            | 58   |
| 2. | Emmanuel Collard Nicklas Nielsen François Perrodo | 55   | 2. | AF Corse            | 55   |
| 3. | Jeroen Bleekemolen Ben Keating                    | 34   | 3. | Team Project 1      | 34   |
| 4. | Paul Dalla Lana Ross Gunn Darren Turner           | 33,5 | 4. | Aston Martin Racing | 33,5 |
| 5. | Olivier Beretta Kozzolino Kei Isikava Motoaki     | 33   | 5. | MR Racing           | 33   |